# Ware
Ware är en stad och en civil parish i East Hertfordshire, Hertfordshire, England. Parish har 17 193 invånare (2001).